# Childeric I
Childeric I (n. 436 d.Hr. – d. 481 d.Hr., Tournai, Valonia, Belgia) a fost regele merovingian al francilor salieni din 457 până la moartea sa.

## Domnia
I-a succedat tatălui său Merovech (Latinizat Meroveus sau Merovius) ca rege, în 457 sau 458. Împreună cu războinicii săi franci, și-a stabilit capitala la Tournai, pe pământurile primite în calitate de foederatus al romanilor, și, pentru un timp, a păstrat pacea cu aliații săi.
În jurul anului 463, în Orléans, împreună cu generalul roman Aegidius, care își avea baza la Soissons, i-a înfrânt pe vizigoți, care doreau să își extindă teritoriul pe malurile râului Loara. După moartea lui Aegidius, el l-a ajutat în primul rând pe Comes ("contele") Paul de Angers, împreună cu armată mixtă de galo-romani și franci, învingându-i pe goți și luând pradă de război. Odoacru a ajuns la Angers dar Childeric a sosti în ziua următoare, și o bătălia a avut loc. Contele Paul a fost ucis, iar Childeric a ocupat orașul. Childeric, după cucerirea orașului Angers, a urmat o bandă de războinici saxoni către insulele de la vărsarea Loarei în Oceanul Atlantic și i-a masacrat acolo. Schimbând alianțele, i s-a alăturat lui Odoacru, după cum susține Gregor de Tours, pentru a opri o armată de alemani care voiau să invadeze Italia. 
A murit în 481 și a fost îngropat la Tournai, lăsând în urmă un fiu Clovis, care a devenit apoi rege al francilor.
1. 1 2  Rey de los Francos Childéric I, datos.bne.es, accesat în 9 octombrie 2017
2. 1 2  „Childeric I”, Gemeinsame Normdatei, accesat în 17 octombrie 2015
3. ↑  Khilderic I, Gran Enciclopèdia Catalana
4. 1 2 3 4  La Préhistoire des Capétiens[*], p. 50-53 Verificați valoarea |titlelink= (ajutor)
5. ↑  La Préhistoire des Capétiens[*], p. 53-56 Verificați valoarea |titlelink= (ajutor)
6. ↑  La Préhistoire des Capétiens[*], p. 52-53 Verificați valoarea |titlelink= (ajutor)
7. ↑  La Préhistoire des Capétiens[*], p. 52 Verificați valoarea |titlelink= (ajutor)
8. ↑  La Préhistoire des Capétiens[*], p. 53 Verificați valoarea |titlelink= (ajutor)
9. ↑  La Préhistoire des Capétiens[*] Verificați valoarea |titlelink= (ajutor)